# Adelphicos veraepacis
Adelphicos latifasciatum là một loài rắn trong họ Rắn nước. Loài này được Stuart mô tả khoa học đầu tiên năm 1941.
Đây là loài đặc hữu của Guatemala, nơi loài này có thể được tìm thấy trong rừng thông sồi và mây trên Sierra de las Minas, dãy núi Cuilco, Sierra de los Cuchumatanes và Sierra de Xucaneb, ở độ cao 1.200–2.200 m. Loài rắn này sinh sống trên cạn, sống hóa thạch và chủ yếu là sống về đêm. Loài này đang bị đe dọa do mất môi trường sống do nông nghiệp và việc xuất khẩu cây Chamaedaphne calyculata. 